# Erich Kettenhofen
Erich Kettenhofen (* 6. Juni 1946 in Schwemlingen) ist ein deutscher Althistoriker.
Kettenhofen studierte zunächst Theologie an der Theologischen Fakultät Trier und an der Universität Bonn und schloss dieses Studium 1971 mit dem Erwerb des Diploms ab; die Diplomarbeit verfasste er bei Johannes Botterweck über Jeremia 2. Anschließend begann er mit dem Studium der Geschichte an den Universitäten Bonn, Saarbrücken und Trier. Nach dem 1. Staatsexamen 1973 wurde er 1977 mit der Dissertation über die syrischen Augustae, also die römischen Kaiserinnen aus dem Haus der Severer, in Alter Geschichte promoviert. Anschließend arbeitete er 1977 bis 1982 am Tübinger Atlas des Vorderen Orients im Teilbereich Alte Geschichte als wissenschaftlicher Angestellter mit und wurde danach entfristet. In Trier habilitierte er sich 1991 mit der Arbeit zur Geschichte Armeniens im späten 3. und frühen 4. Jahrhundert. 1997 wurde er in Trier zum außerplanmäßigen Professor für Alte Geschichte ernannt. 2011 wurde er pensioniert.
Forschungsschwerpunkte Kettenhofens sind die römische Geschichte des dritten nachchristlichen Jahrhunderts, die Geschichte Irans in vorislamischer Zeit, die Geschichte Armeniens und die Historische Geographie des Vorderen Orients. Er ist Mitautor der Encyclopædia Iranica und erstellt regelmäßig Rezensionen für Fachorgane, unter anderem für H-Soz-u-Kult. Kettenhofen gilt als einer der besten deutschen Kenner des spätantiken Vorderen Orients.

## Schriften in Auswahl
- Die syrischen Augustae in der historischen Überlieferung. Ein Beitrag zum Problem der Orientalisierung (Dissertation). Habelt, Bonn 1979, ISBN 3-7749-1466-4 (Antiquitas, Reihe 3, Abhandlungen zur Vor- und Frühgeschichte, zur klassischen und provinzial-römischen Archäologie und zur Geschichte des Altertums, Bd. 24).
- Die römisch-persischen Kriege des 3. Jahrhunderts n. Chr. nach der Inschrift Sãhpuhrs I. an der Kabe-ye Zartost (SKZ). Reichert, Wiesbaden 1982, ISBN 3-88226-149-8 (Beihefte zum Tübinger Atlas des Vorderen Orients, Reihe B, Geisteswissenschaften, Nr. 55).
- Tirdãd und die Inschrift von Paikuli. Kritik der Quellen zur Geschichte Armeniens im späten 3. und frühen 4. Jh. n. Chr. (Habilitation). Reichert, Wiesbaden 1995, ISBN 3-88226-825-5.

- Erich Kettenhofen schrieb zudem einige Artikel für das Biographisch-Bibliographische Kirchenlexikon (BBKL).